# جورج غيرشوين
جورج غيرشوين (George Gershwin) عاش في بروكلين، نيويورك 26 سبتمبر 1898 - توفي في هوليوود في 11 يوليو 1937، كان مؤلف موسيقي أمريكي، صاحب القطعة الموسيقية الشهيرة رابسوديا بالأزرق (Rhapsody in Blue) التي ألفها عام 1924. مزج جورج في أعماله موسيقى الجاز مع الموسيقى الرومانسية الكلاسيكية (بورغي وبِس -Porgy and Bess-). من أعماله الأخرى: كونشرتو للبيانو (1925م)؛ أمريكي في باريس (1928م).

## روابط خارجية
- جورج غيرشوين على موقع IMDb (الإنجليزية)
- جورج غيرشوين على موقع الموسوعة البريطانية (الإنجليزية)
- جورج غيرشوين على موقع مونزينجر (الألمانية)
- جورج غيرشوين على موقع ألو سيني (الفرنسية)
- جورج غيرشوين على موقع ميوزك برينز (الإنجليزية)
- جورج غيرشوين على موقع أول موفي (الإنجليزية)
- جورج غيرشوين على موقع قاعدة بيانات برودواي على الإنترنت (الإنجليزية)
- جورج غيرشوين على موقع قاعدة بيانات برودواي على الإنترنت (الإنجليزية)
- جورج غيرشوين على موقع قاعدة بيانات الأفلام السويدية (السويدية)
- جورج غيرشوين على موقع إن إن دي بي (الإنجليزية)